# Lafayette Pondé
Lafayette de Azevedo Pondé (Salvador, 12 de março de 1907 - Salvador, 25 de março de 2008) foi um jurista, advogado, professor universitário.
Se destacou por sua atuação dedicada à Universidade Federal da Bahia, onde, além de atuar como reitor entre 1971 e 1975, foi também professor e diretor de diferentes Unidades Acadêmicas e teve papel crucial na fundação da Escola de Administração. Tal dedicação levou a Universidade a condecorado com a Medalha Reitor Edgard Santos em 2006.

## Biografia
Lafayette de Azevedo Pondé nasceu em 12 de março de 1907, na capital baiana, neto de uma família conhecidamente simples e trabalhadora de lavoura, mas que teve todos os seus cinco filhos formados, dois em direito e três em medicina. Dentre os três médicos, João Pondé, pai de Lafayette, é dito como o responsável por exumar e reconhecer o corpo de Antônio Conselheiro após a Guerra de Canudos.
João Pondé teve nove filhos, mas Lafayette tornou-se reconhecidamente o mais promissor: pequeno, chamou atenção ao fotografar o Zepelim, o dirigível nazista que passava pela Bahia.
Quando jovem, ingressou na Faculdade Livre de Direito da Bahia, hoje parte da Universidade Federal da Bahia, onde formou-se em 8 de dezembro de 1929. Atuou como advogado, mas seu primeiro cargo público foi de promotor de justiça, especialmente no interior do estado, que ele ocupa até 1932, quando decide dedicar-se totalmente à advocacia. Porém, em 1935, passa a exercer o cargo de procurador-geral do estado, ocupando tal atividade até entre 1937 e 1938, quando, no Estado Novo de Getúlio Vargas, é nomeado secretário de justiça pelo interventor da Bahia, cargo que ocupa até por volta de 1940, quando se torna Conselheiro do Tribunal de Contas do Estado, estando na presidência do Tribunal por duas vezes, entre 1949 e 1951 e 1955 a 1957, mesmo ano que ele se afasta dessas atividades para se dedicar ao magistério superior na Universidade Federal da Bahia.

### Universidade Federal da Bahia
Pondé teve participação ímpar e ampla na Universidade Federal da Bahia. Ele passou a se dedicar exclusivamente à Instituição, organizada em 1946, pelo Reitor Edgard Santos, em 1957, após se afastar do Tribunal de Contas do Estado. Lá, seguiu dedicado ao Direito Administrativo, lecionou nas Faculdades de Direito, de Filosofia, de Ciências Econômicas, onde também atuou como diretor, e na Escola de Administração, onde teve papel de destaque na fundação em 1959, levando-o a também atuar como diretor desta unidade acadêmica. Ainda na Universidade, foi membro do Conselho Universitário, vice-reitor e, entre 1971 e 1975, reitor.
Além da Universidade Federal da Bahia, integrou o Conselho Federal de Educação, tendo alcançado a presidência deste em 1974, foi socio-fundador da Academia de Letras Jurídicas da Bahia, presidindo-a entre 1996 a 1998, integrou a Academia Bahiana de Educação e o Instituto Geográfico e Histórico da Bahia, foi consultor jurídico da Associação Comercial da Bahia e Conselheiro da Seção local da Ordem dos Advogados.
Em 26 de junho de 2006, aos 99 anos, no reitorado de Naomar de Almeida Filho, Pondé foi homenageado e condecorado com a Medalha Reitor Edgard Santos, a mais alta condecoração outorgada pela Universidade Federal da Bahia e, em 2007, em referência aos 100 anos de idade, foi homenageado em Sessão Especial pelo Tribunal de Contas do Estado da Bahia.

## Morte
Morreu ao 101 anos, na data de 25 de março de 2008, no Hospital Cárdio-Pulmonar, na cidade de Salvador, onde estava internado em razão de uma pneumonia. Seu corpo foi transportado ao Palácio da Reitoria da Universidade Federal da Bahia, no Campus Canela da instituição ao qual dedicou grande parte de sua vida, sendo velado no Salão Nobre do local e, por fim, sepultado no Cemitério do Campo Santo, no bairro da Federação, também na capital baiana. 